# Sapo
Sapo é uma designação genérica de anfíbios da ordem Anura predominantemente terrestres, com pele rugosa, e glândulas parotoides semelhantes a verrugas. É usado especialmente em relação a membros da família Bufonidae. No entanto, não sendo uma designação científica, aplica-se também a algumas espécies de outras famílias como Bombinatoridae, Discoglossidae, Pelobatidae, Rhinophrynidae, Scaphiopodidae e Microhylidae. Por exemplo, o sapo-parteiro pertence à família Discoglossidae, à qual pertencem também as rãs-pintadas. A semelhança física dos sapos de famílias diferentes deve-se a evolução convergente em ambientes secos.
Existem cerca de 4 800 espécies de sapos.[carece de fontes?] A maioria deles vive próximo a uma fonte de água, muito embora existam sapos que vivam em ambientes húmidos que são considerados ambientes aquáticos, como a serapilheira de florestas tropicais húmidas. A necessidade de água é mais premente para os ovos e os girinos do sapo, e algumas espécies utilizam poças temporárias e água acumulada nos ramos de plantas, como as bromélias como sítio de criação.
Os sapos se distinguem das rãs pelas membranas interdigitais pouco desenvolvidas e pela pele mais seca e rugosa. Geralmente, vivem em ambiente mais seco.
Os anfíbios dependem da água para a postura de ovos, pois estes não têm casca, e para manter a pele húmida, necessário para a realização da respiração cutânea na qual a troca de gases é feita pela pele. A respiração cutânea é necessária pois a respiração pulmonar não é completamente eficiente.
Depois de alguns dias, dos ovos saem girinos que respiram por brânquias, têm uma cauda e não têm pernas. Com o tempo o girino vai perdendo a cauda, desenvolvendo pernas posteriores e anteriores e trocando a respiração branquial pelas respirações pulmonar e cutânea até deixar a água ao término das transformações.
Os sapos normalmente se alimentam de insetos e capturam suas presas lançando para fora da boca a língua musculosa, longa e pegajosa, que é presa ao assoalho da boca pela extremidade anterior.

## Reprodução

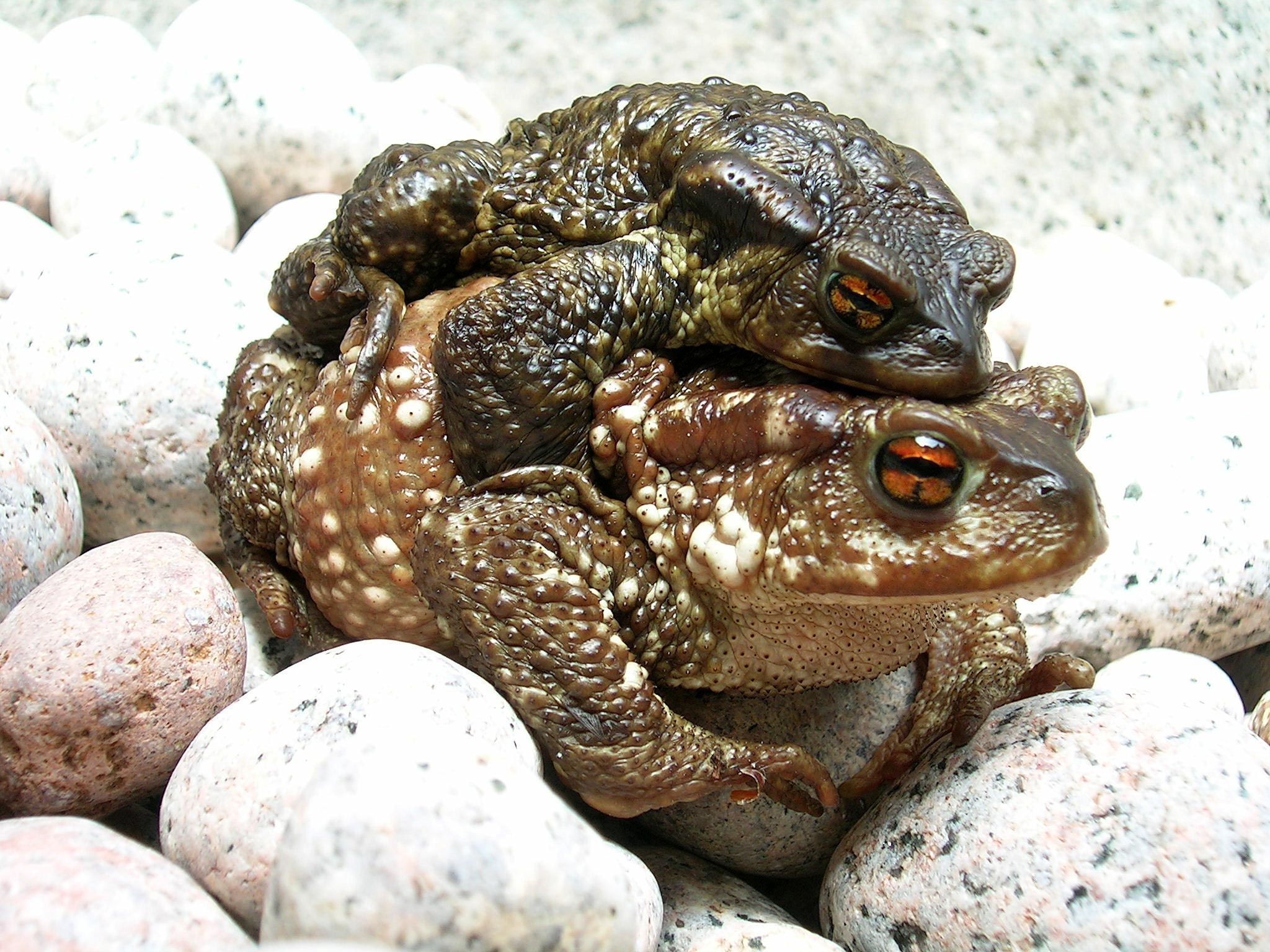
Sapos num amplexo

Quando chega sua época de reprodução, na primavera, os sapos coaxam para atrair as fêmeas. Quando se encontram, o macho abraça a fêmea por até 15 dias ou mais, posicionado sobre ela. Durante o abraço, macho e fêmea eliminam seus gametas no mesmo instante.
Formam-se então ovos, envolvidos por muco, para que assim se prendam com facilidade em pedras e em plantas aquáticas.
Após algum tempo, os girinos saem dos ovos, já sabendo nadar e fazendo ativamente.

## Locomoção

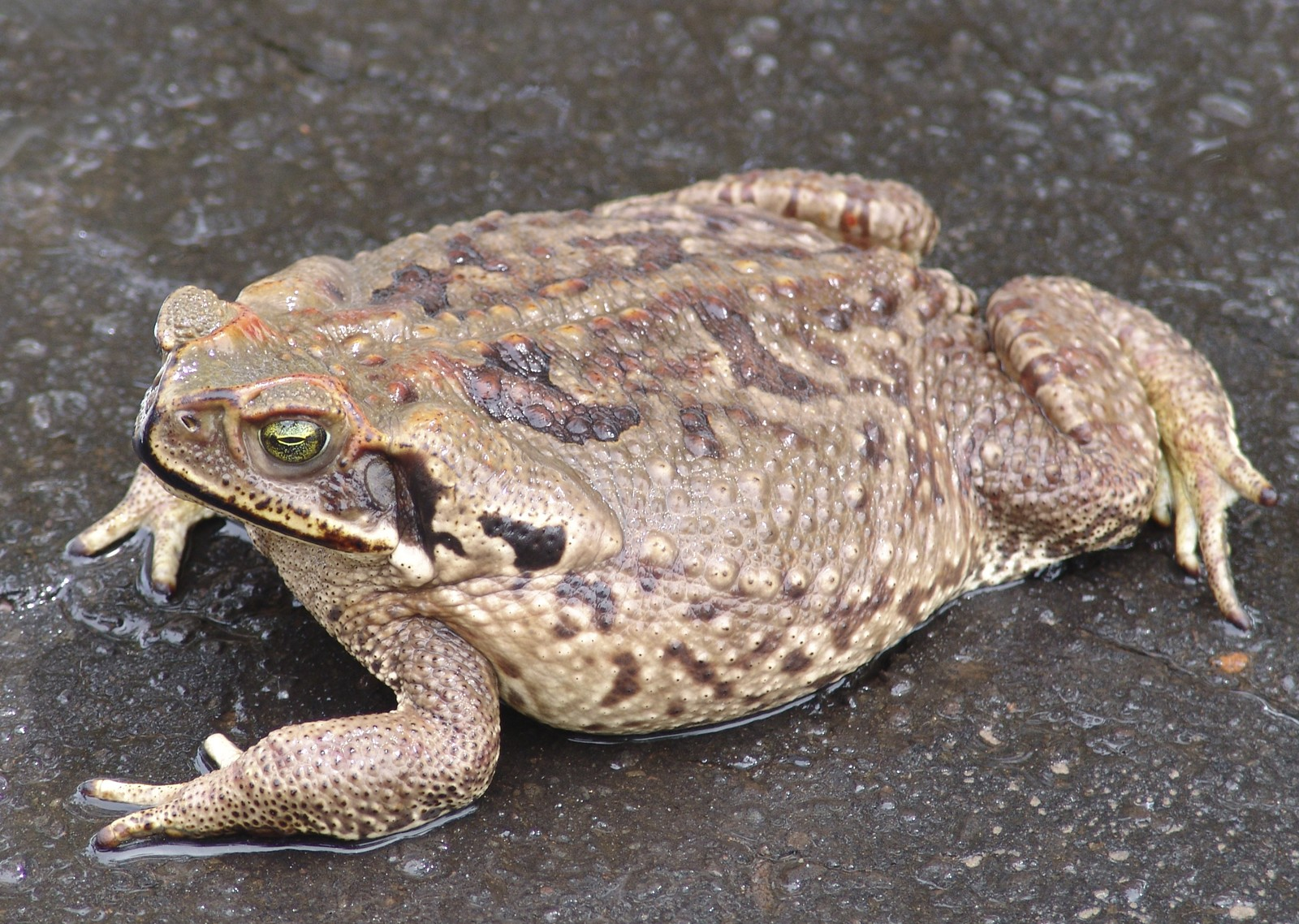
Sapo

As patas traseiras do sapo estão adaptadas para nadar e pular. Os fortes músculos extensores da coxa se contraem, estendendo o membro e empurrando o pé contra o chão ou contra a água. O impulso é transmitido através do corpo do sapo pela cintura pélvica e pela coluna, de modo que todo o animal seja empurrado para frente. A fim de escapar perigo pode pular longas distâncias, mas quatro espécies de anfíbios desenvolveram uma característica decididamente diferente: uma preferência por andar. Na água, os pés traseiros pregueados fornecem uma área de superfície maior para empurrar para trás na água. Os membros inferiores menores ajudam a dirigir quando o sapo está nadando e absorvem o choque de aterrissar após um salto em terra. Ao se deslocar da água para a terra ou sobre o solo áspero, o sapo vai rastejar em vez de pular.

## Exemplos em Portugal
- Família Discoglossidae: Sapo-parteiro-comum e Sapo-parteiro-ibérico (a Rã-de-focinho-pontiagudo é da mesma família);
- Família Pelobatidae: Sapo-de-unha-negra;
- Família Pelodytidae: Sapinho-de-verrugas-verdes e Sapinho-de-verrugas-verdes-ibérico;
- Família Bufonidae: Sapo-comum e Sapo-corredor.[4]

## Exemplos no Brasil
- Perereca
- Rã
- Anura
- Sapo-cururu